# 長宗我部民部
長宗我部 民部（ちょうそかべ/ちょうすがめ みんぶ）は、江戸時代初期の武将。土佐の戦国大名・長宗我部元親の子とされるが、架空の人物であると考えられる（後述）。

## 生涯
「落穂雑談一言集」によると、長宗我部盛親の弟であるという。大坂の陣の際、兄・盛親と共に大坂城に籠城し、慶長20年（1615年）5月6日に井伊・藤堂の軍に敗れると（八尾・若江の戦い）、大坂城に戻ることなく、東国へと逃れた。後に足立七左衛門と名乗って、酒井忠利に仕え、1,500石を与えられた。子の2代目七左衛門は、若狭国小浜で酒井忠勝に5,000石で仕え、以後子孫は小浜酒井家の家臣として続いたという。
「落穂雑談一言集」には、民部が東に向かう道中の出来事が書かれている。戦場を切り抜けた民部は山科付近の民家に押し入って着物や蓑笠を奪い、宇都宮に所縁があることから東へと向かった。信濃の多賀明神の社で一夜を過ごした頃には食料も尽きて2日も食事をしていない有様だったが、社に供え物をしにきた里人たちの跡を付けてその家に行き、安部晴明の子孫の安部康豊という占い師と称して、機知を生かして信用を得た。民部は40両の金子が盗まれた事件を解決した礼として10両を得、里人から餞別として旅装束を贈られて、再び東に向かった。駿河の長光寺に落ち着いた民部は、そこで母方の名字に改め、足立七左衛門と名乗った。ある時、駿河田中城主の酒井忠利が長光寺付近で鷹狩をしていると、刃傷に及んだ狂人が長光寺の客殿へと斬り込み、その場に居合わせた民部がそれを取り押さえた。帰城後にその由緒を聞いた忠利により民部は200石で召し出され、川越に国替えになった際、500石を与えられ、その後1,500石に加増された。
なお、長宗我部氏の系図などで民部という人物は確認できず、酒井忠利も慶長14年（1609年）の時点で田中から川越に移封されている。小浜藩の酒井家臣として足立七左衛門がいるが、長宗我部氏と関係ある様子は見えず、知行高も寛永11年（1634年）に酒井忠勝に仕官した初代七左衛門孝興が250石、2代目七左衛門勝興が400石と異なっている（『安永三年小浜藩家臣由緒書』）。これらのことから、長宗我部民部は創作された人物であると考えられる。

## 関連作品
- 司馬遼太郎「新九郎物語」 - 長曾我部新九郎康豊と称した民部が主人公の短編小説[4]。『おれは権現』（講談社、1966年[5]/講談社文庫、1982年[6]）所収。